# Panelový dům v Ďáblicích
Panelový dům v Ďáblicích v Praze 8 je bytový dům, který byl postaven jako první obytný panelový dům v Praze. Stojí v ulici U Prefy poblíž Battistovy cihelny.

## Historie
Projekt na výstavbu prototypu bytového domu z panelových prefabrikátů podal arch. Miloslav Wimmer (1922–2010) v roce 1948, fasády navrhl Václav Havránek. Dům postavil Stavoprojekt a Ústav montovaných staveb. První nájemníci se stěhovali 1. července 1955 a od počátku v něm bydlel i jeho tvůrce. Roku 1965 byla provedena generální oprava.

## Popis
Pro dům byl vyvinut nový konstrukční systém, takzvaný skeletopanel, typ T16. Ten umožnil v typizované výstavbě velkorysé vnitřní prostory. Při samotné stavbě byla použita nová konstrukční řešení, například patentovaný odlehčený stropní panel nebo ornamentálně řešený povrch panelu, který zlepšoval jeho technologické vlastnosti.
Překážkou pro zahájení výstavby byl oponentní posudek statiků, který označil konstrukci „na hranici lability“. Stavba mohla pokračovat až po vyvrácení uznávaným odborníkem v betonovém stavitelství akademikem Stanislavem Bechyně, který potvrdil původní zkoušky prokazující jedenáctinásobnou bezpečnost skeletu.
Dům se liší od později postavených panelových domů sedlovou střechou s mírným sklonem a s ozdobnou římsou a také tím, že panely kryje omítka. Je třípatrový a má pouze 12 bytů 3+1 o ploše téměř 100 m².

## Další informace
Zbylé panely z výstavby byly použity na stavbu Ďáblické hvězdárny.